# 台灣土壤陳列館

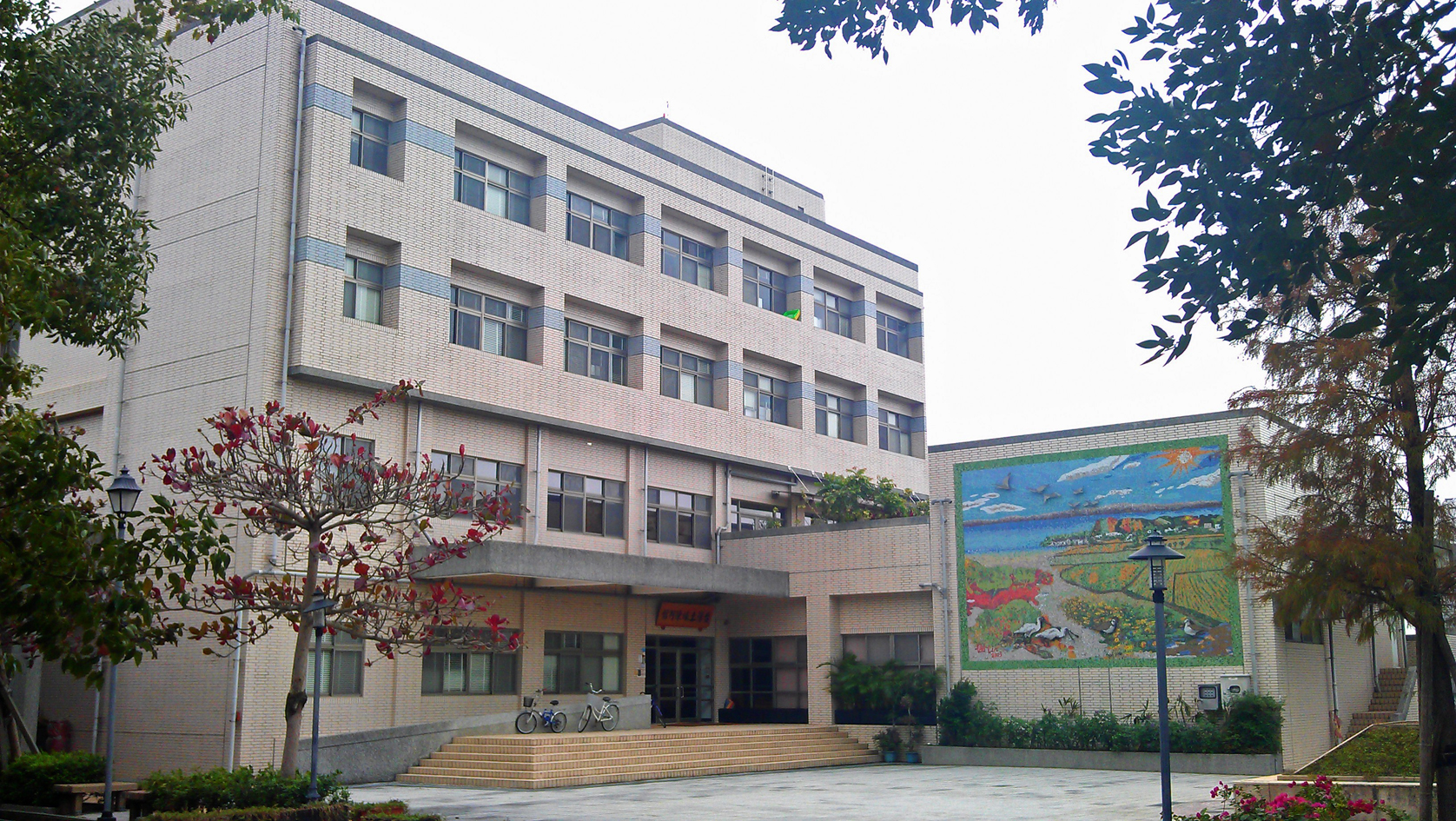
台灣土壤陳列館

台灣土壤陳列館是臺灣一座以土壤為主題的博物館，於台中市霧峰區農業部農業試驗所總所設立，2004年12月20日落成啟用，該館的展示內容以行政院農業委員會農業試驗所歷年來所蒐集之土壤樣本與岩石標本為主。

## 展覽
館內空間包括一樓大廳、二樓展示館、精密溫室以及室外廣場等，提供展示總建坪面積達2,000餘平方公尺，共分為五大主題，展出項目400餘項，600餘個展出物。